# Shot (hoeveelheid)

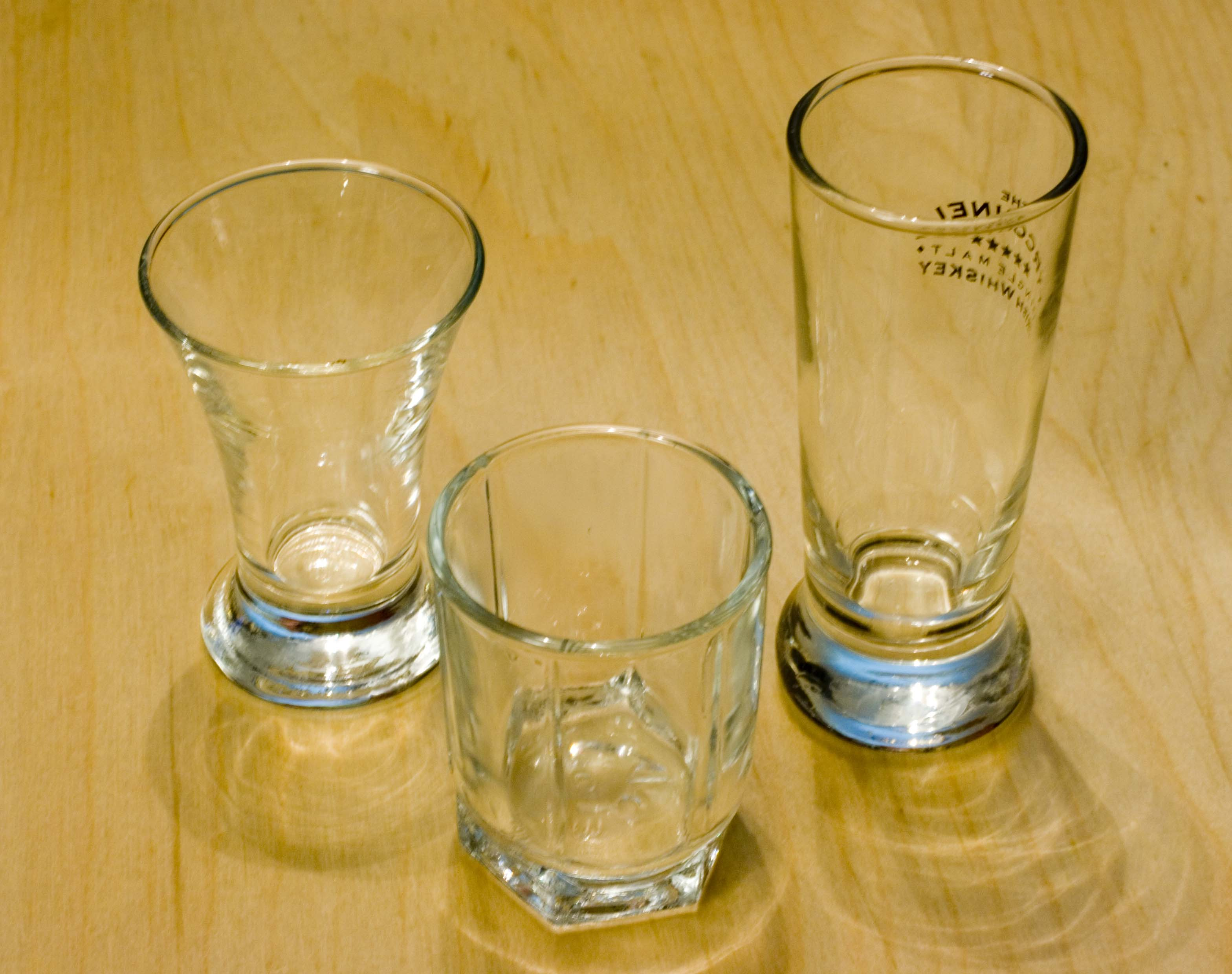
Shotglazen

Een shot is een kleine hoeveelheid sterkedrank, zoals whisky of rum. In het Angelsaksisch taalgebied wordt er een (wettelijk) vaste hoeveelheid mee aangeduid, in Nederland doorgaans een kleine hoeveelheid die in één keer achterover geslagen wordt. De term wordt ook gebruikt als maateenheid in recepten voor de bereiding van cocktails. De hoeveelheid drank die in een shotglaasje kan, is meestal 2 of 3 cl, maar maximaal 5cl.

## Shooter
Van het woord shot is de term shooter afgeleid. Dit is een cocktail (samengestelde drank) die in één teug opgedronken wordt. Bekende shooters zijn onder meer de B-52, de "Blowjob" en de "Flatliner" (ook bekend als fireman).